# Жан-Крістоф Йокко
Жан-Крістоф Йокко (фр. Jean-Christophe Yoccoz; 29 травня 1957 — 3 вересня 2016) — французький математик. Він був нагороджений премією Філдса в 1994, за свою роботу з динамічних систем.

## Біографія
Йокко здобув золоту медаль переможця на Міжнародній математичній олімпіаді . Він закінчив Вищу нормальну школу з відзнакою математика в 1977 році. Після завершення військової служби в Бразилії, він захистив кандидатську дисертацію під керівництвом Мішеля Ермана в 1985 році в Політехнічній школі. Він обійняв посаду в Університеті Париж-Південь XI і був нагороджений премією Філдса на Міжнародному конгресі математиків в Цюриху в 1994 році.